# ملعب سينوبو

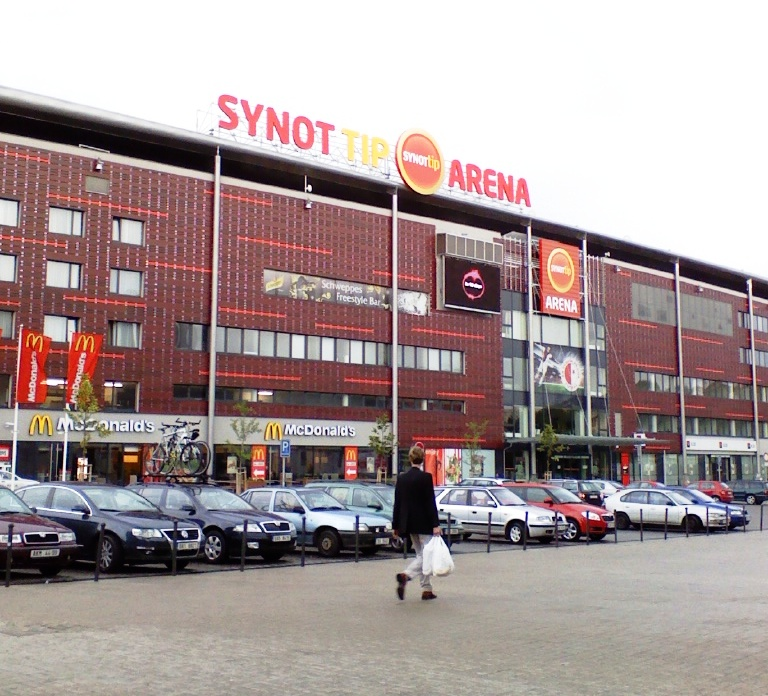

إيدن أرينا (سابقا سينوت تيب أرينا) هو ملعب كرة قدم يقع في براغ عاصمة جمهورية التشيك. يسع الملعب لجلوس 21,000 متفرج. يعتبر الملعب الرسمي الذي يخوض فيه نادي سلافيا براغ وأحيانا منتخب جمهورية التشيك مبارياته المنزلية. تم افتتاح الملعب في 15 سبتمبر 2006.